# Goldville
- Nota: Se pretende informações sobre a cidade homónima do estado de Nevada, consulte o artigo: Goldville

Goldville é uma cidade  localizada no estado americano do Alabama, no Condado de Tallapoosa.

## Demografia
Segundo o censo americano de 2000, a sua população era de 37 habitantes.
Em 2006, foi estimada uma população de 36, um decréscimo de 1 (-2.7%).

## Geografia
De acordo com o United States Census Bureau, a localidade tem uma área de 2,6 km², sem área coberta por água.

## Localidades na vizinhança
O diagrama seguinte representa as localidades num raio de 24 km ao redor de Goldville.